# Nicolò Melodia
Nicolò Melodia (Altamura, 2 settembre 1840 – Roma, 24 dicembre 1929) è stato un politico italiano.

## Biografia
Era figlio di Tommaso Melodia, già senatore del regno e anche lui sindaco di Altamura.
Si arruolò, non ancora ventenne, volontario garibaldino, facendo tutta la campagna del 1860, conseguendo il grado di maggiore e partecipando valorosamente alla battaglia del Volturno. Deposte le armi, entrò nella diplomazia e fu per breve tempo al Ministero degli affari esteri.
Fu senatore del Regno d'Italia nella XVIII legislatura, deputato per quattro legislature e sindaco di Altamura. 
Fu presidente della Commissione d'istruzione dell'Alta corte di giustizia in tre diversi momenti: il primo tra il 6 dicembre 1919 ed il 7 aprile 1921; il secondo tra il 28 giugno 1921 ed il 10 dicembre 1923; il terzo (3 giugno 1924-24 gennaio 1925) fu interrotto dalle dimissioni nel mezzo dell'istruttoria del processo Matteotti, dove fu sostituito dal senatore Vittorio Zupelli.